# Ledeniška kapa
V glaciologiji je ledeniška kapa gmota ledu, ki pokriva manj kot 50.000 km2 kopnega (običajno pokriva visokogorje). Večjo gmoto ledu, ki pokriva več kot 50.000 km2, imenujemo ledeni pokrov. Ledeniške kape niso omejene z lokalno topologijo; nasprotno, ledeniška območja podobnih velikosti, ki so omejena z reliefom, imenujemo ledeno polje. Vrh ledeniške kape je ponavadi na najvišji točki spodaj ležečega gorskega masiva. Led se premika stran od nje. Ledeniške kape ter ledeniški relief v splošnem zelo vplivata na geomorfologijo terena.